# Ligue de libération Buraku

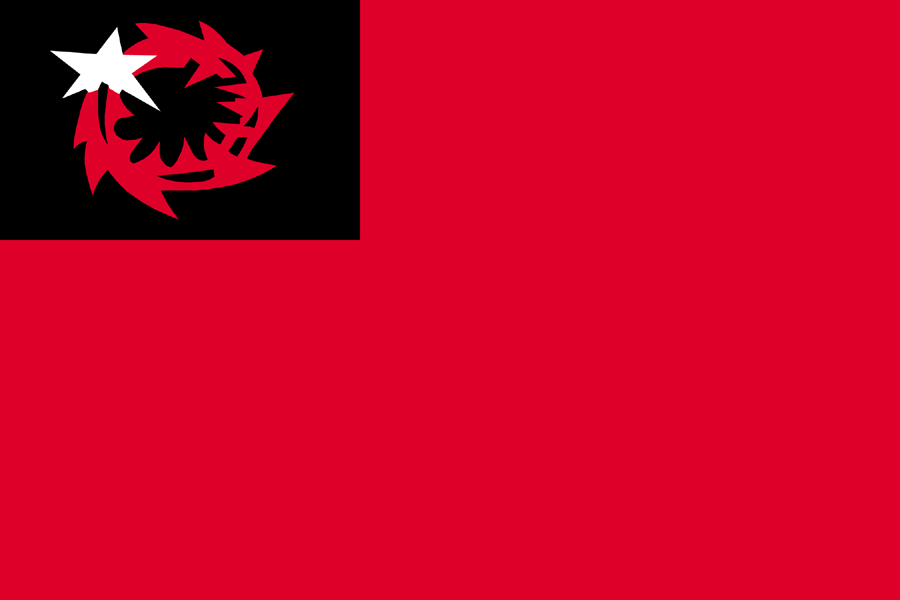
Drapeau de la Ligue de libération Buraku

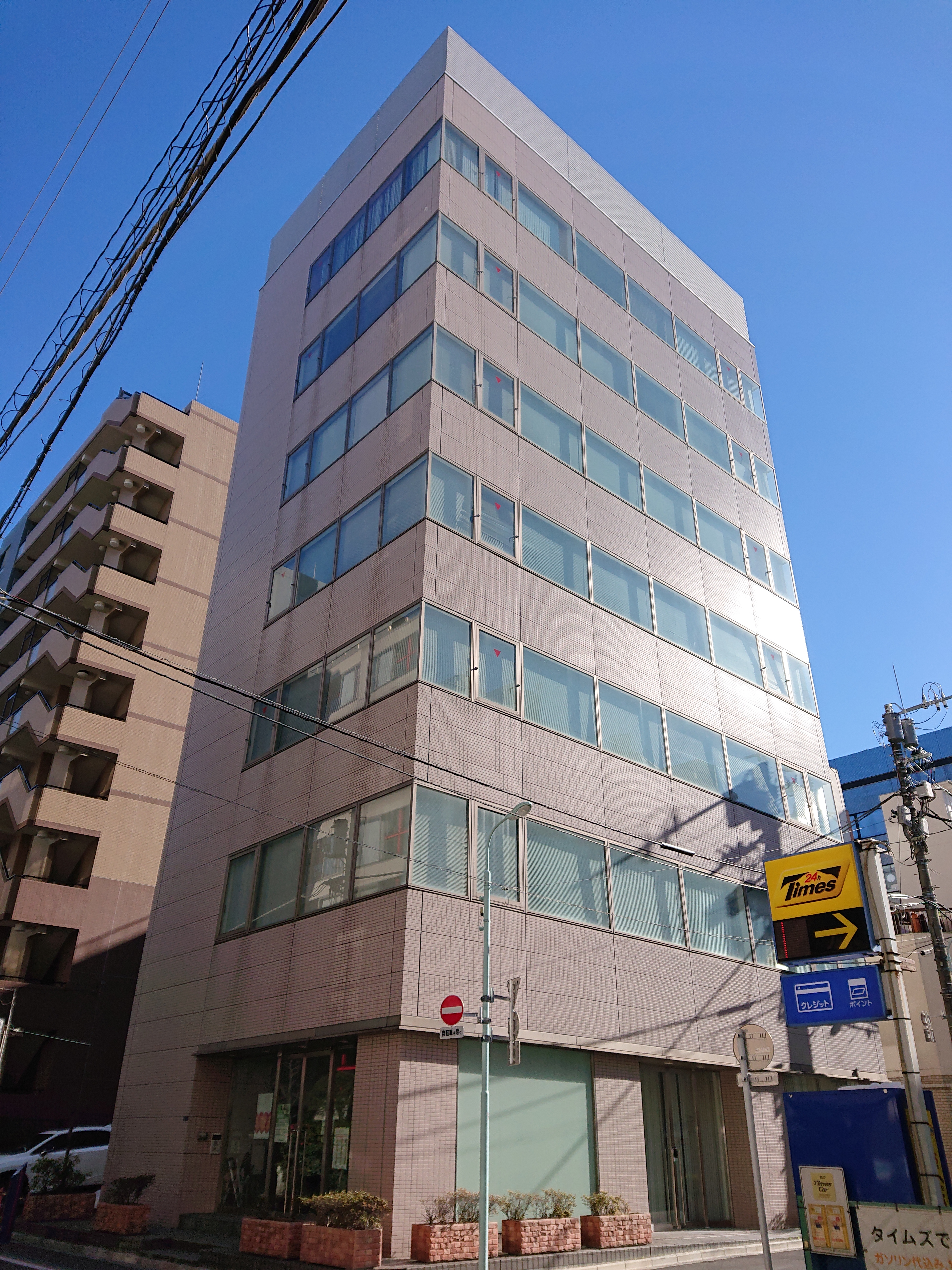
Le siège de la Ligue de libération de Buraku

La Ligue de libération des Buraku (部落解放同盟, Buraku Kaihō Dōmei) est une organisation japonaise dédiée à la défense des droits des Burakumin,. 
Les Buraku sont des Japonais d'origine ethnique, descendants de communautés marginalisées datant de l'époque féodale japonaise.